# The Spiders from Mars
The Spiders from Mars byla doprovodná skupina zpěváka Davida Bowieho, která působila začátkem 70. let a hráli v ní Mick Ronson na kytaru, Trevor Bolder na baskytaru a Mick Woodmansey na bicí.
Skupina se původně jmenovala The Hype, vystupovali v ní Ronson a Woodmansey, ale na baskytaru v ní tehdy hrál Tony Visconti. Po nástupu baskytaristy Trevora Boldera se přejmenovali podle Bowieho koncepčního alba z roku 1972 The Rise and Fall of Ziggy Stardust and the Spiders from Mars a doprovázeli Bowieho na velkolepém koncertním turné Ziggy Stardust Tour. Znovu se objevili na Bowieho albu z roku 1973 Aladdin Sane. Další část turné následovala tentýž rok a konečná show byla zachycena ve filmu Ziggy Stardust and the Spiders from Mars.
Skupina se svým stylem vystupování připojila k Bowieho stylu. Ronsonova kytara a aranže z éry Spiders from Mars nebyly vhodné pouze pro tento účel, ale byly inspirací pro pozdější punk rockové hudebníky.
V roce 1975 Bolder a Woodmansey reformovali skupinu bez Ronsona a do sestavy přijali Mike Garsona, Dave Blacka a Pete McDonalda. Jejich stejnojmenné album, vydané v roce 1976, bylo jediným albem vydaným před rozpadem skupiny.
Jméno skupiny bylo odvozeno ze slavného pozorování domnělého objektu UFO na stadionu Artemio Franchi v roce 1954, kdy si dav lidí na stadionu myslel, že jsou svědky pozorování Marťanské kosmické lodi. Jak se později ukázalo, byla to migrace pavouků, kteří se v obrovském množství přesunovali pomocí vzdušných proudů.